# Michał Kryspin Pawlikowski
Michał Kryspin Pawlikowski (ur. 25 października 1893 w miejscowości Pućków, zm. 30 maja 1972, Maui (Hawaje) – polski pisarz emigracyjny. Znawca prawa łowieckiego i obyczajów myśliwskich; dziennikarz wileńskiego „Słowa”, w którym prowadził dodatek łowiecki pt. „Gdzie to, ach gdzie zagrały trąbki myśliwskie?”; felietonista, krytyk literacki, autor gawęd, wspomnień i prozy autobiograficznej.

## Życiorys
Urodził się w majątku Pućków (lub Pucków, obecnie Pućkawa na Białorusi, Baćków jest wymyśloną nazwą używaną w literaturze wspomnieniowej MKP) na lewym brzegu Berezyny, niespełna 20 km na północ od Świsłoczy, w otoczeniu prawosławnego chłopstwa i polskich katolickich zaścianków kresowych. Ojciec był adwokatem, prezesem Towarzystwa Kredytowego w Mińsku. W roku 1913 ukończył w Mińsku gimnazjum państwowe. Do roku 1917 studiował prawo w Piotrogrodzie. Studia ukończył w latach 1923–1924 w Warszawie. Podczas wojny polsko–bolszewickiej był sekretarzem zarządu miasta Mińsk, służył w 19 myśliwskiej eskadrze lotniczej. Po zakończeniu studiów do roku 1938 mieszkał w Wilnie, pracował w Urzędzie Wojewódzkim, w Oddziale Bezpieczeństwa, współpracował z redakcją jednego z najbardziej opiniotwórczych w ówczesnej Polsce dzienników, wileńskiego „Słowa”,  jako felietonista i redaktor myśliwskiego dodatku miesięcznego pod tytułem Gdzie to, ach gdzie zagrały trąbki myśliwskie? Był wiceprezesem Towarzystwa Łowieckiego Województwa Wileńskiego. Zainteresowania myślistwem znalazło odzwierciedlenie w jego publikacjach w postaci barwnych opisów polowań, zwyczajów łowieckich i przyrody Kresów.
W latach 1939–1940 współpracował z Gazetą Codzienną wydawaną przez Józefa Mackiewicza.
Jeszcze przed wkroczeniem wojsk sowieckich do Wilna w czerwcu 1940 roku udało mu się przedostać do Szwecji, w 1943 roku zamieszkał w Londynie, a w 1949 przeniósł się do USA. W latach 1951–1963 był lektorem języków polskiego i rosyjskiego na Uniwersytecie Kalifornijskim w Berkeley. Wiele publikował w czasopismach emigracyjnych, a jego najważniejsze dzieła to dwie powieści autobiograficzne Dzieciństwo i młodość Tadeusza Irteńskiego oraz Wojna i sezon. W roku 1971 wydał zbiór 31 felietonów powstałych na emigracji w latach 1949–1969 pt. Brudne niebo. Zmarł i pochowany jest na Hawajach.

## Ordery i odznaczenia
- Złoty Krzyż Zasługi (13 czerwca 1930)[3]

## Publikacje książkowe
- Dzieciństwo i młodość Tadeusza Irteńskiego. Powieść, Londyn 1959, Łomianki 2010
- Wojna i sezon. Powieść, Paryż 1965, Warszawa 1989 (drugi obieg), Wilno 2008, Łomianki 2011
- Brudne niebo, Londyn 1971, Wilno 2010
- Sumienie Polski i inne szkice kresowe, Łomianki 2014